# Oelpuah
Oelpuah is een bestuurslaag in het regentschap Kupang van de provincie Oost-Nusa Tenggara, Indonesië. Oelpuah telt 1207 inwoners (volkstelling 2010).